# Tokushima Vortis
El Tokushima Vortis (徳島ヴォルティス Tokushima Vorutisu?) es un equipo de fútbol japonés de la J2 League. El club está situado en la ciudad de Tokushima.

## Historia

### Otsuka Pharmaceutical SC (1955-2004)
El club nació en 1955 como Otsuka Sports Club, y permaneció en las divisiones inferiores del deporte japonés hasta la década de 1990. Cuando la J. League exigió a los equipos que estrecharan sus vínculos con las ciudades donde estaban establecidos, la industria farmacéutica de la prefectura de Tokushima decidió patrocinarlos. El equipo pasó así a llamarse Otsuka Pharmaceutical SC, en referencia a su empresa patrocinadora, y comenzó a desarrollar un proyecto deportivo que les llevó a consolidarse como una de las potencias del campeonato semiprofesional.
En el año 2001 consiguen terminar la JFL en segunda posición. Tras vencer los campeonatos semiprofesionales de 2003 y 2004, la J. League lo incluyó como equipo de expansión para la temporada 2005, y pasó a jugar en J2 League como equipo profesional.

### Tokushima Vortis (2005-actualidad)
El Tokushima Vortis ganó el torneo reducido en 2013, tras obtener el cuarto lugar en la J2 League, para ascender por primera vez a la J1 League y traer la máxima categoría a la isla de Shikoku, por mucho tiempo olvidada por las grandes ligas deportivas del país. Sin embargo fueron descendidos al final de la temporada.
En diciembre de 2020 el Tokushima Vortis de Ricardo Rodríguez logra el ascenso a la J1 League, el ascenso de Tokushima Vortis es el premio a la continuidad de un proyecto. Ricardo Rodríguez llegó al club nipón en 2017. El español fue elegido mejor entrenador de la J2 League en el mes de noviembre, cuando desveló que se mantendría fiel a su estilo hasta el final. “Haré todo lo posible para lograr el ascenso a Primera”, agregó el asturiano, uno de los entrenadores más valorados en Japón. 
El técnico barcelonés Dani Poyatos ocupará el puesto que deja vacante Rodríguez, quien ha sido fichado por el Urawa Reds de la primera división nipona después de lograr el ascenso con el equipo de Tokushima.
En diciembre de 2022, Beñat Labaien se convierte en entrenador del club, sustituyendo a Dani Poyatos que había fichado por el Gamba Osaka.

## Jugadores

### Jugadores en préstamo
| Prestados |         |     |                 |         |                 |
| -         | Japan ! | DEL | Shiryu Fujiwara | 24 años | Portimonense 23 |

### Jugadores destacados
La siguiente lista recoge algunos de los futbolistas más destacados de la entidad.
| Japón - Ryuji Tabuchi (1991-1996) - Shinsuke Shiotani (1993-1995) - Tatsuya Ai (1994-1995) - Tsuyoshi Furukawa (1995-1996) - Yoshinori Doi (1995-1996, 2002) - Koji Kataoka (1996-2009) - Ryoichi Fukushige (1997-1998) - Takehiro Hayashi (1998-2006) - Sota Kasahara (1999) - Yohei Taniike (2001-2006) - Yuji Ishikawa (2001-2008) - Yasuaki Oshima (2001-2009) - Yusuke Kawakita (2003-2005) - Yusaku Tanioku (2003-2005) - Yoshifumi Yamada (2004) - Shohei Kamada (2004-2005) - Yuki Fuji (2004-2007) - Takuto Koyama (2004-2008) - Torashi Shimazu (2004-2008) |  | Japón (Cont.) - Takayuki Komine (2005) - Tadahiro Akiba (2005-2006) - Ryunosuke Okamoto (2005-2007) - Toshiaki Haji (2005-2007) - Yasutaka Kobayashi (2005-2007) - Taiji Furuta (2005-2008) - Yuki Ishida (2005-2009) - Yuya Hikichi (2005-2010) - Shigeki Tsujimoto (2006) - Yuya Onoe (2006) - Ryosuke Amo (2006-2007) - Kazuyuki Mugita (2007-2010) - Taku Ishihara (2008) - Takatoshi Matsumoto (2008) - Koji Onishi (2008-2010) - Satoshi Koizumi (2008-2009) - Taisei Fujita (2008-2009) |  | Japón (Cont.) - Suguru Hino (2009-2010) - Takahiro Ohara (2009-2010) - Takaaki Tokushige (2009-2012) - Yusuke Shimada (2010-2011) - Takashi Hirajima (2010-2012) - Shinta Fukushima (2011) - Tsuyoshi Shimamura (2011) - Yu Eto (2011-2015) - Tsuyoshi Shimamura (2011-2015) - Yuki Okubo (2012-2013) - Tomoyasu Hirose (2014-2015) - Ryo Kubota (2014-2015) - Yoji Sasaki (2015-2016) - Takashi Aizawa (2015-2017) - Rikuya Izutsu (2016-) - Takumi Sasaki (2017) |

## Rivalidades

### Derbi del Estrecho
El derbi del estrecho enfrenta a los clubes de las ciudades de cada lado del estrecho de Naruto, famoso por sus remolinos, el Vissel Kobe representando a Kobe y el Tokushima Vortis representando a la ciudad de Naruto.

### Derbi de Shikoku
El derbi que enfrente a los equipos de la región de Shikoku, Tokushima Vortis, Ehime FC y Kamatamare Sanuki, algunos partidos tienen nombres específicos, el derbi entre el Tokushima Vortis y el Kamatamare Sanuki es conocido como el Higashi Shikoku Classico (Clásico del Este de Shikoku) y el partido entre el Kamatamare Sanuki y el Ehime FC como Kita Shikoku Classico (Clásico del Norte de Shikoku).

## Palmarés
- J2 League (1): 2020
- Japan Football League (JFL) (2): 2003, 2004
- Liga Regional de Shikoku (4): 1978, 1979, 1981, 1989